# Hendrik V van Wisch

heerlijkheid Wisch

Hendrik (V) van Wisch heer van Wisch 1517-1519, zoon van Johan II van Wisch en Margareta Kettler. 
Op 16 januari 1495 trouwde Hendrik V met Walburga van den Bergh, de jongste dochter van graaf Oswald I van den Bergh. Hendrik V hoopte met dit huwelijk de verloren halve heerlijkheid  weer bij het Huis Wisch te kunnen voegen. De heerlijkheid Wisch besloeg slechts een klein grondgebied: aanvankelijk Terborg en Heuven (bij Etten), vanaf 1316 tevens Silvolde en Varsseveld.
Het jonge paar vestigde zich op het oude goed Wisch te Heuven. Graaf Oswald I hield echter het huis Wisch te Terborg en zijn zoon Frederik van den Bergh, Hendriks zwager, erfde het wanneer Oswald I overlijdt. 
Uit het huwelijk van Hendrik V van Wisch en Walburga van den Bergh werden twee kinderen geboren, 
- Ermgard van Wisch, trouwde met graaf Georg van Limburg Stirum.
- Joachim van Wisch, trouwde met Margaretha van Salm